# Dżawonon Kulab
Dżawonon Kulob (tadż. Клуби футболи «Ҷавонон» Кӯлоб) – tadżycki klub piłkarski, mający siedzibę w mieście Kulob, na południu kraju.

## Historia
Chronologia nazw:
- 1996: Dżawonon Kulob (ros. «Джавонон» Куляб)

Piłkarski klub Dżawonon został założony w miejscowości Kulob w 1996 roku. W tłumaczeniu słowo dżawonon oznacza młodzież. W 1996 zespół debiutował w rozgrywkach Wyższej Ligi Tadżykistanu. W debiutanckim sezonie zajął ostatnie 16. miejsce w końcowej klasyfikacji i potem został rozformowany.

## Sukcesy

### Trofea międzynarodowe
Nie uczestniczył w rozgrywkach azjatyckich (stan na 31-12-2015).

### Trofea krajowe
| \| \| Zdobyte trofea w rozgrywkach Tadżykistanu (stan na: 31-12-2015) \| |                                                                 |      |          |
| Rozgrywki                                                                | Osiągnięcie                                                     | Razy | Sezon(y) |
| Mistrzostwo                                                              | I miejsce                                                       | 0    |          |
| Mistrzostwo                                                              | II miejsce                                                      | 0    |          |
| Mistrzostwo                                                              | III miejsce                                                     | 0    |          |
| Mistrzostwo                                                              | 16. miejsce                                                     | 1    | 1996     |
| Puchar                                                                   | zdobywca                                                        | 0    |          |
| Puchar                                                                   | finalista                                                       | 0    |          |
| II liga                                                                  | I miejsce                                                       | 0    |          |
| II liga                                                                  | II miejsce                                                      | 0    |          |
| II liga                                                                  | III miejsce                                                     | 0    |          |
| Tadżykistan                                                              | Zdobyte trofea w rozgrywkach Tadżykistanu (stan na: 31-12-2015) |      |          |

## Stadion
Klub rozgrywał swoje mecze domowe na stadionie Centralnym im. Langari Langarijewa w Kulabie, który może pomieścić 20 000 widzów.